# Aeroportul Millicent
Aeroportul Millicent (IATA: MLR, ICAO: YMCT) este un aeroport din Australia de Sud, Australia.
Situat la o altitudine de 15 m, aeroportul dispune de o singură pistă.